# Topol černý v Benátecké Vrutici
Topol černý v Benátecké Vrutici (Populus nigra) je památný strom, který roste ve vsi Benátecká Vrutice patřící k městu Milovice v okrese Nymburk. Roste jižně od ulice Armádní na předělu Benátecké Vrutice a Milovic, asi 750 metrů východně až východoseverovýchodně od centra Benátecké Vrutice a asi 2 kilometry od centra Milovic, číslo parcely 1085/1.

## Základní údaje
- název: Topol černý v Benátecké Vrutici
- výška: 32 metrů[1]
- obvod: 620 centimetrů[1]
- věk: neuveden
- nadmořská výška: asi 192 metrů
- umístění: Středočeský kraj, okres Nymburk, obec Milovice, část obce Benátecká Vrutice

## Poloha, popis a stav stromu
Topol černý roste nedaleko od ulice Armádní, která spojuje Milovice a Benáteckou Vrutici. Jen asi 150 metrů jižně od stromu protéká říčka Mlynařice, která je pravostranným přítokem Labe. Strom je ve velmi dobrém stavu, má velmi mohutný kmen a pěknou korunu.

## Další památné stromy v okolí
V nepříliš vzdáleném okolí se nachází několik dalších památných stromů.
- Lípy srdčité Nad křížem v Benátecké Vrutici‎: dvě lípy srdčité s křížkem umístěným mezi stromy se nachází necelých 800 metrů vzdušnou čarou jihozápadním směrem, na jižním okraji Benátecké Vrutice, v lokalitě Nad Křížem.[2]

- Stromořadí platanů Milovice‎: 20 platanů javorolistých roste asi 1.8 kilometru přibližně jihovýchodním směrem, v Milovicích, podél nepojmenované ulice, která spojuje ulice Kaštanová a Rakouská, v lokalitě tzv. Rakouského tábora, nedaleko hřiště v Zákoutí.[3]

## Fotogalerie

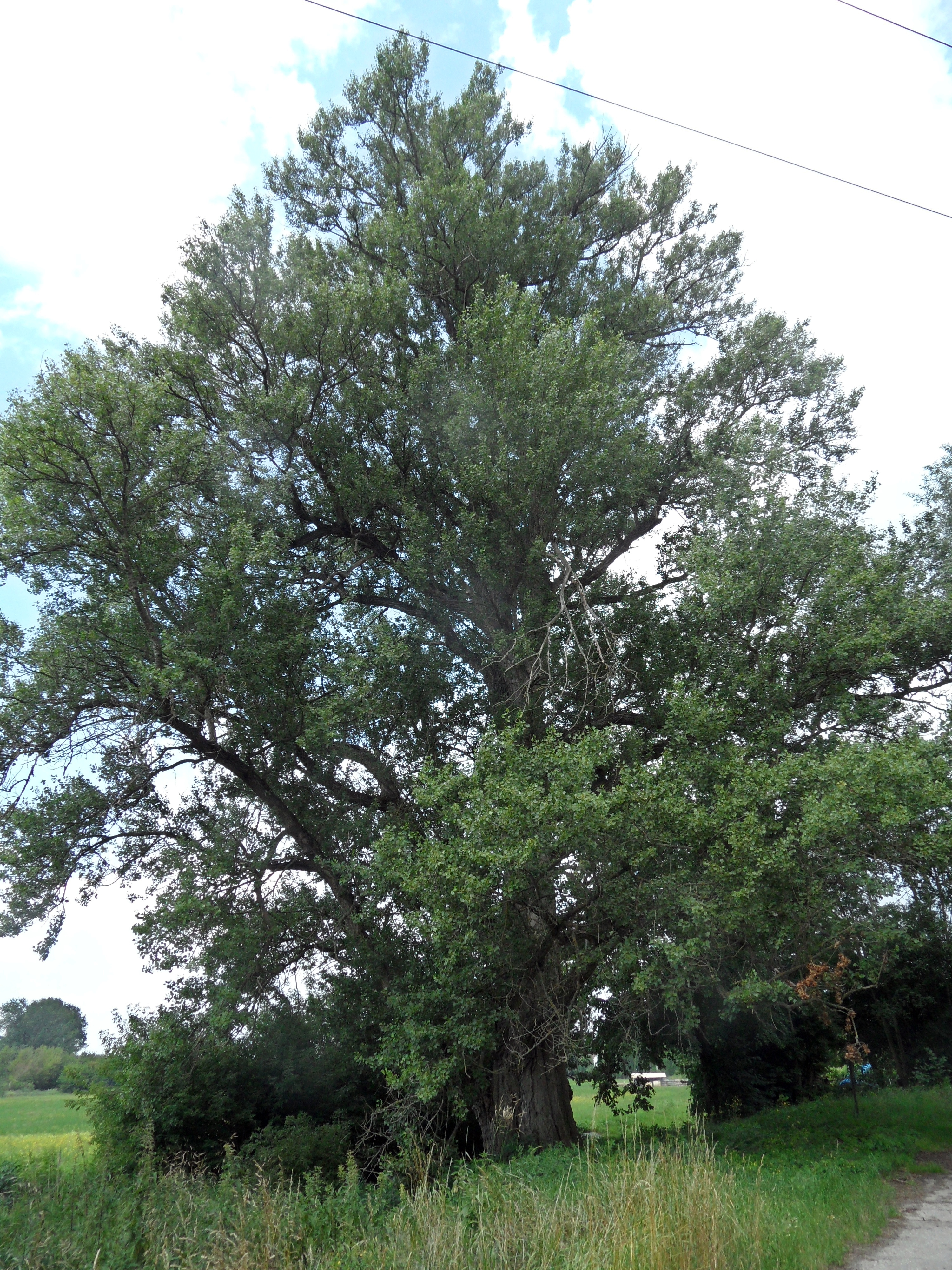
Topol černý, celkový pohled
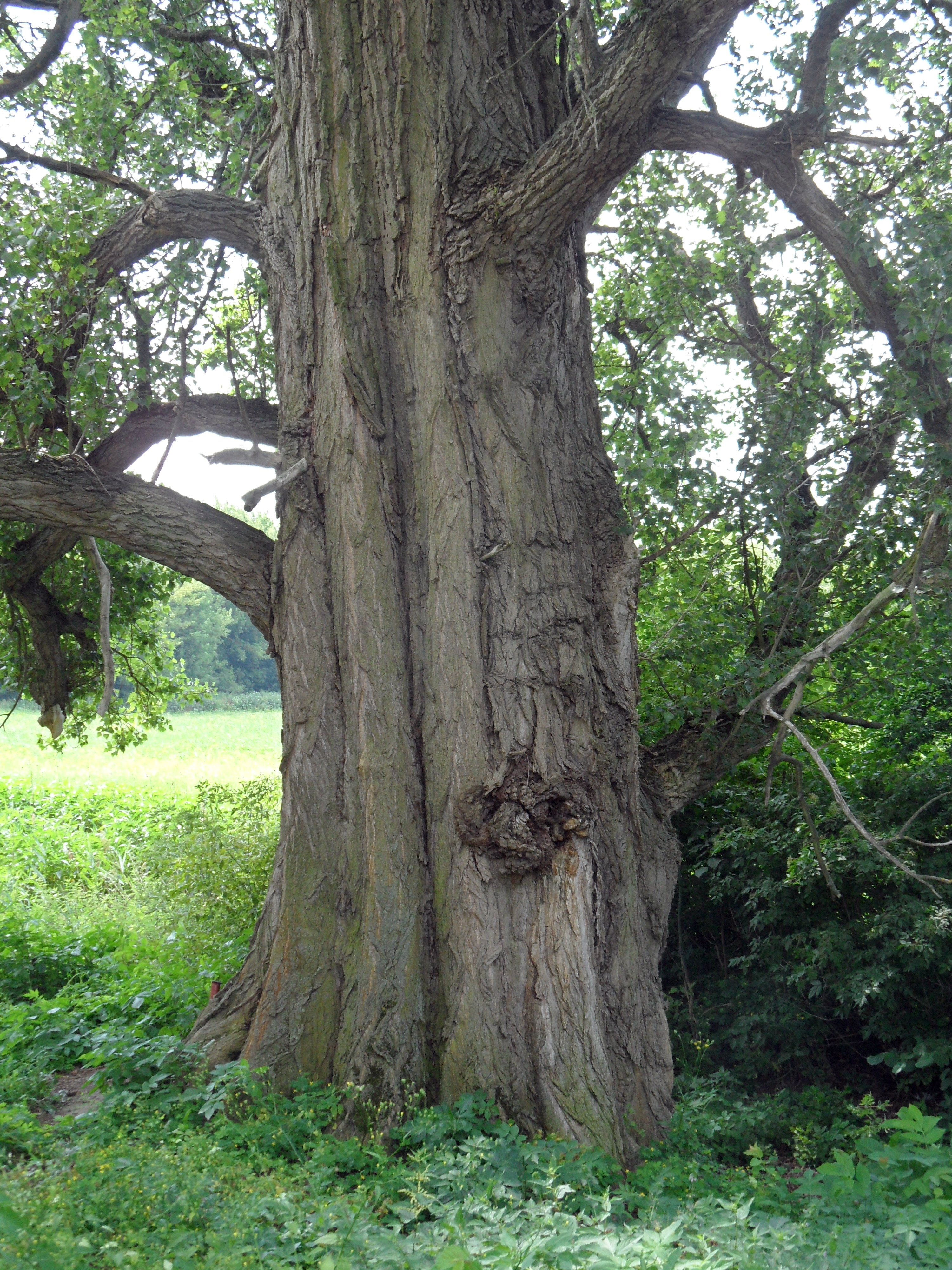
Detail kmene
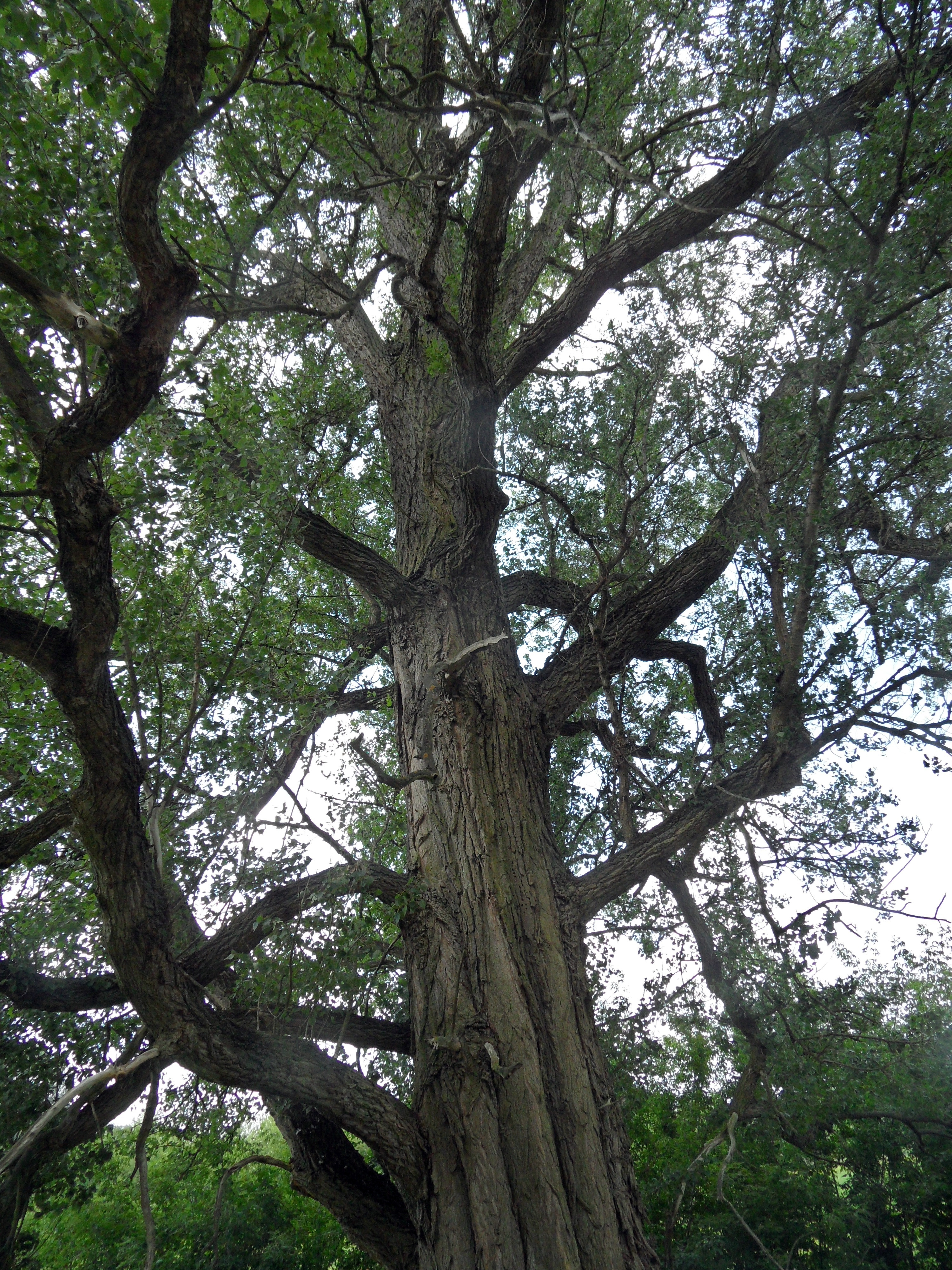
Detail hlavních větví